# MOS (オペレーティングシステム)
MOSは、'Mobile Operating System' (ロシア語: Моби́льная Операцио́нная Систе́ма, МОС) を意味する。
1980年代に存在したソヴィエト連邦のUNIXのクローンであった。

## 概要
このオペレーティングシステムは、SM EVMミニコンピュータ上で共通で使われていた。
ES EVMやElbrusにも移植された。
MOSはハイエンドのPDP-11クローンでも使用された。
MNOS、DEMOS、INMOS (ru:ИНМОС) などと命名されたいくつかの変種も存在した。